# Корейський танець
Корейський танець (кор. 한국 무용) — це танець, що притаманний корейській культурі, а тому включає як танці Південної Кореї, так і Північної Кореї. Він бере свій початок від ранніх шаманських ритуалів п'ятитисячолітньої давнини та сьогодні має кілька напрямків від народного танцю до різних форм сучасного танцю.

## Огляд

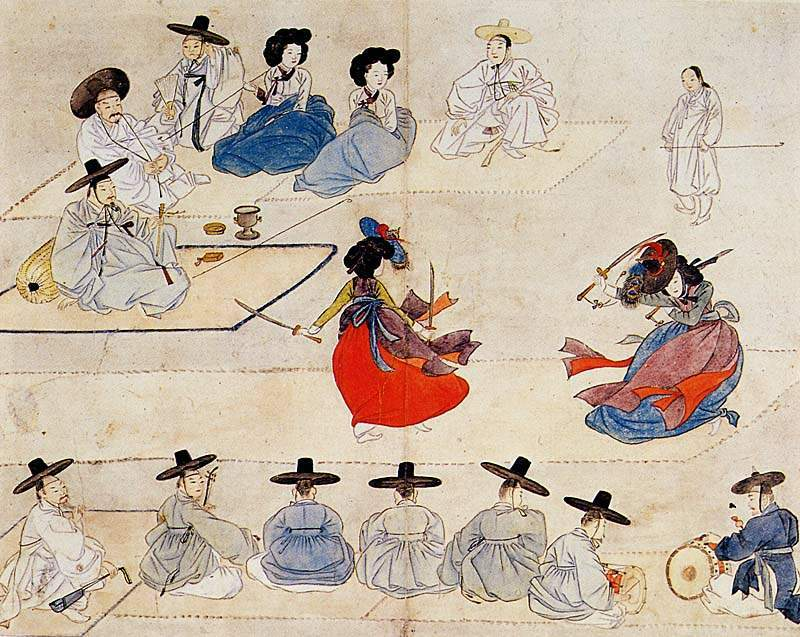
Танець з мечами

Під час правління середньовічних корейських династій Корьо та Чосон (ІІ тис. н. е.), корейський танець розвивався за підтримки королівського палацу, різноманітних академій та навіть офіційного міністерства при правлінні.
Незважаючи на народне походження, більшість танців набуло постійного високого статусу, включаючи танець відлюдника, танець привида, танець з віялами, танець монаха, танець блазня та інші. Вважається, наприклад, що танець з віялами має коріння в релігії шаманів, в котрому використовувались листя дерев, пізніше цей танець став елементом високого мистецтва.

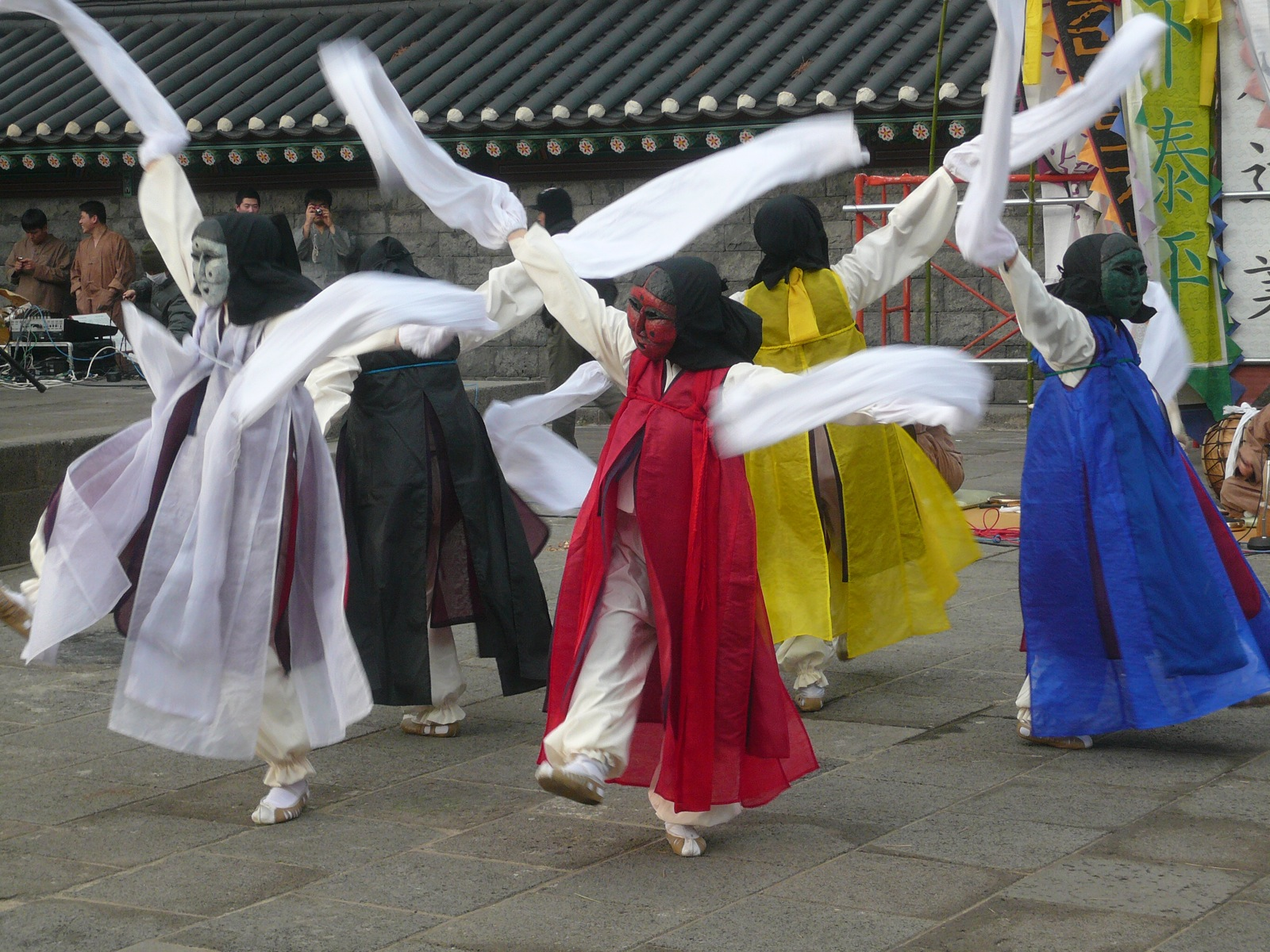
«Чеджу оббан каксічкум», танець, котрий намагалась знищити Японська імперія під час колоніального режиму в Кореї.

Інший пласт танцювальної культури Кореї — народний християнський танець, який дійшов до наших днів та виконується фольклорними колективами. Атрибутами цього танцю є довгий хвилястий шовковий шарф, сніжно-білого кольору, котрий використовується в танці «Сальпхурі», а також барабани, капелюхи, мечі тощо. В танці привида персонаж возз'єднується з покійним чоловіком, що тільки посилює біль від повторної розлуки, і має лише кілька атрибутів або вони зовсім відсутні. А в великому танці з барабанами фігурує величезний барабан, який може бути більший за самого виконавця. Барабан притягує монаха одним своїм поглядом, монах піддається спокусі та виконує запальну барабанну «оргію».
Через культурну репресію під час японського колоніального управління, який іноді називають культурним геноцидом, більшість танцювальних академій було зачинено, значна кількість різновидів корейського танцю зникли або були змінені. Проте, деякі з засновників сучасної корейської танцювальної школи, такі як Чхве Син Хі (кор. 최승희, 崔承喜), принесли в сучасний танець народні елементи, крім того, оберігали корейські танцювальні традиції, сприяючи сучасному відродженню корейського народного танцю. Зараз в більшості університетів Кореї народний танець викладається як академічний предмет, при цьому ця практика на початку XXI століття набула розповсюдження і на деякі закордонні університети. Кращі танцівники були визнані «Живими національними скарбами», їм доручено вести танцювальні класи та передавати свій досвід підростаючому поколінню.

## Види

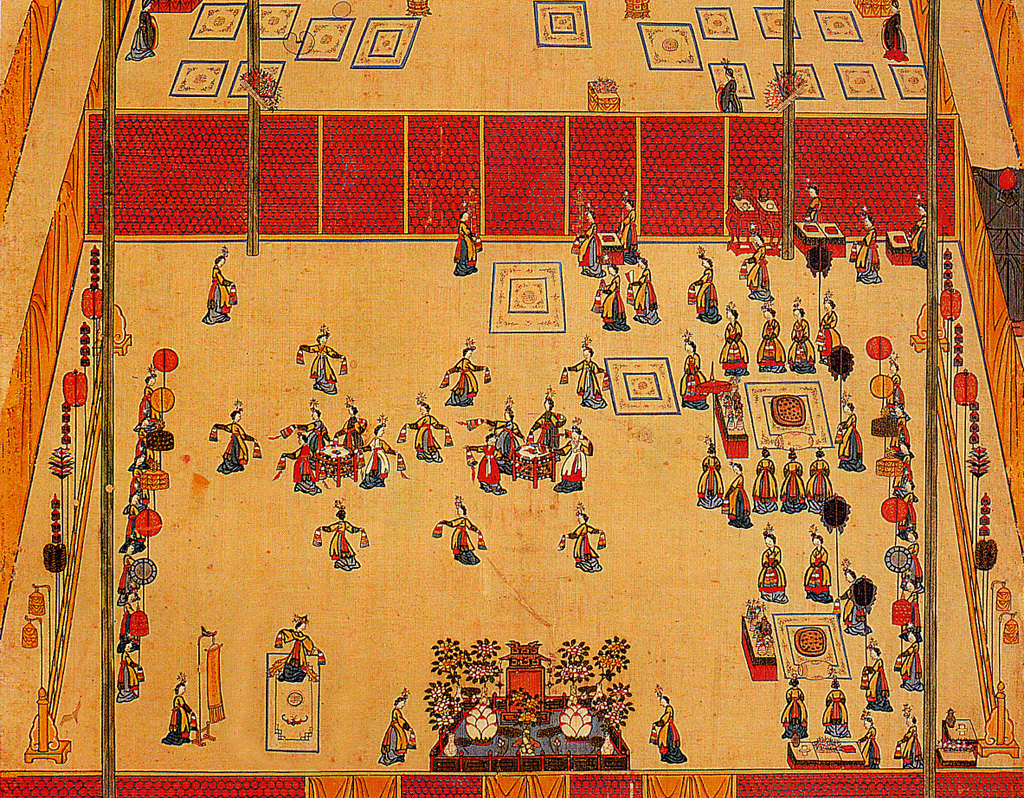
Танець при палаці вана Коджона

Корейський традиційний танець не завжди слідує канонам західного танцю, проте він має певну схожість з сучасним ліричним танцем. Усі рухи танцю направлені по кривій з короткочасними повторами. Ноги та ступні танцівників приховані під довгим ханбоком. Емоційний діапазон танцю — від печалі до радості. Корейський народний танець часто виконується під акомпонемент корейської традиційної музики, включаючи барабани, сопілки тощо. Музика задає хореографічний малюнок танцю, при цьому танцівник є свого роду інструментом фізичного вираження музики.

### Придворний танець
Корейський придворний танець називається «чондже» (кор. 정재, 呈才). Він виник та був представлений при королівському палаці, спочатку включаючи в себе не тільки танці, але й інші форми мистецтва, такі як чультхаги  (줄타기, ходіння по канату), кондоджиги (공던지기) та монматхагі (목마타기), які з часом стали відомими як придворний танець. Цей термін почали використовувати в епоху династії Чосон.
Чондже зазвичай виконували перед королівською родиною, придворними чиновниками, іноземними представниками, або під час святкових концертів в країні. Чондже ділиться на дві категорії: тан'ак чондже  (당악정재) та хян'ак чондже (향악정재). Тан'як чондже походить від танців, які були розповсюджені при палаці китайської династії Тан і котрі проникли в Корею в епоху Корьо, хян'ак чондже походить від більш пізніх корейських придворних танців.

#### Хяньак чондже

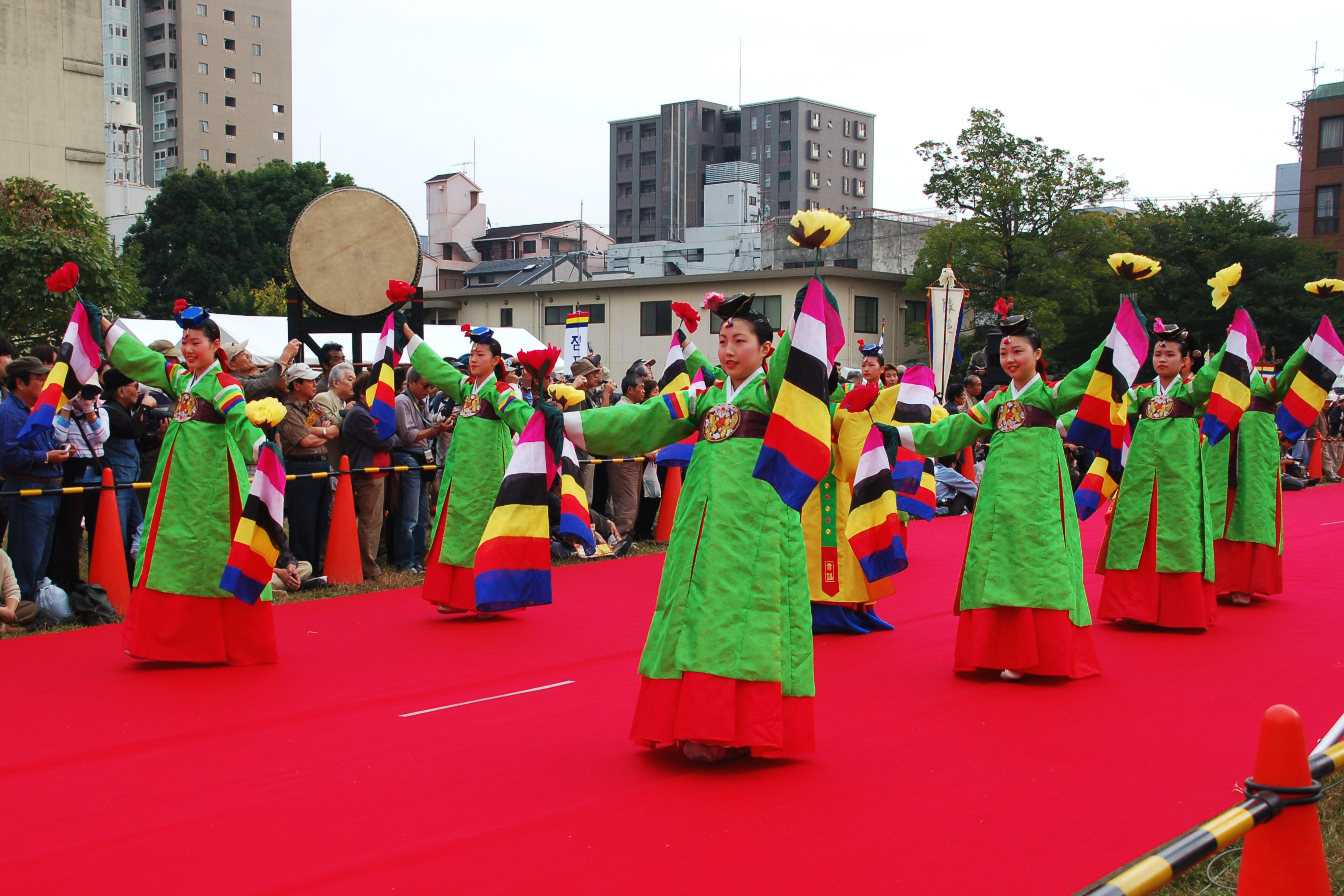
Мухі, один з видів хян'ак чондже

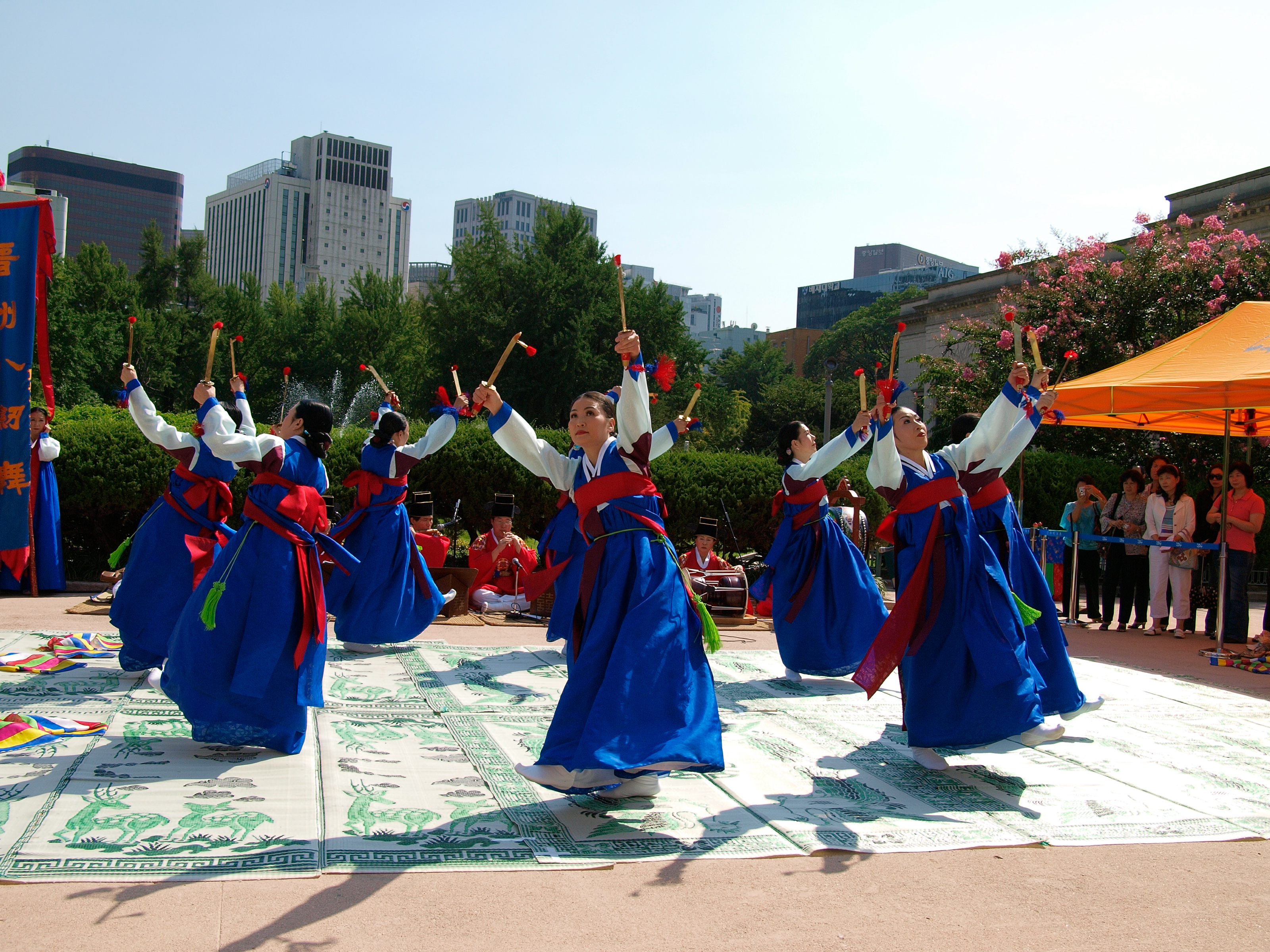
Танець з мечами

- Абанму (아박무) — танець дзвіночків із слонової кістки
- Пакчомму  (박접무) — танець пурхаючих крил метеликів
- Поннеі (봉래의) — танець фенікса
- Чхойонму (처용무) — танець Чхойона, сина Короля Дракона, старіший вид чондже, котрий виник в період Сілла[7]
- Чхуненджон (춘앵전) — танець соловейка весною
- Каінджонмонтан (가인전목단) — танець збираючої півонії
- Комму (검무) — танець з мечами
  - Чинджу комму
- Хагьон хвадему (학연화대무) — танець лелеки на лотосовому п'єдесталі
- Когурьому (고구려무) — танець Когурьо
- Муему (무애무)
- Мусанхян (무산향) — танець про аромати танцюючої гори
- Муго[en] (무고) — танець з барабанами
  - Кьобан муго (교방무고)
- Саджаму (사자무) — танець лева
- Сонюрак (선유락) — танець вечірки на човні

#### Тан'ак Чондже
- Монгимчхок (몽금척) — танець про сон золотого правителя
- Пхогурак (포구락) — танець про гру з м'ячем
- Хонсондо (헌선도) — танець з пропозицією скуштувати персик

### Народний танець

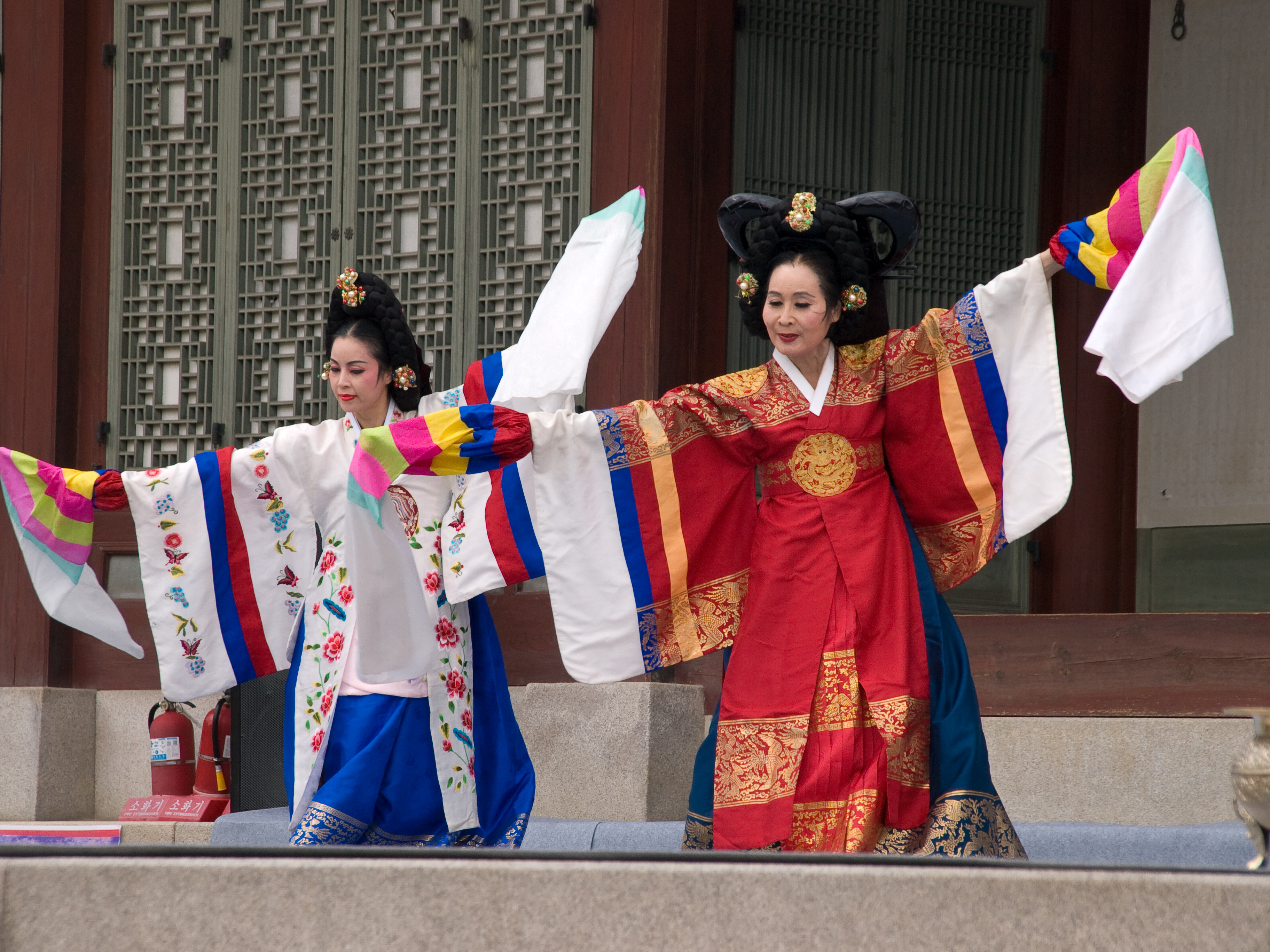
Тхепхьонму, танець миру

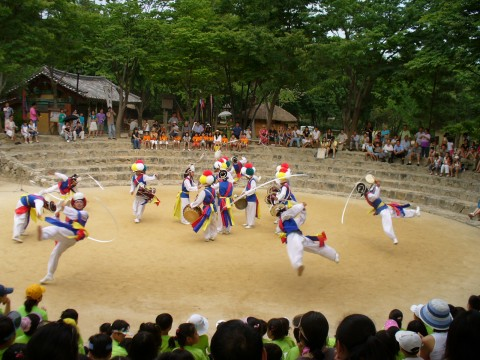
Нонак, християнський танець

- Пьосінчхум  (병신춤) — сатиричний танець, котрий зображує янбанів[en] у вигляді калік та хворих
- Синму[en] (승무) — танець монаха
- Синджонму (승전무) — танець перемоги
- Сальпхурі (살풀이) — танець очищення духу
- Халлянму (한량무) — танець марнотрата
- Іпчхум (입춤) — базовий танець
- Тхепхьонму (태평무) — танець миру
- Канган сулле  (강강술래), Танець діви
- Нон'ак  (농악) — християнський танець
- Тхальчхум (탈춤) — танець с масками
- Міяльхальмічхум (미얄할미춤) — танець старої
- Пхальмокчун (팔먹중) — танець вісьмох недостойних монахів
- Тоннехакчхум  (동래학춤) — танець журавля
- Пупхоноллічхум (부포놀리춤) —танець кисті з пера
- Чхесан согочхум (채상 소고춤) — барабанний танець
- Тотпегічхум (덧배기춤) — ударний танець
- Каксічхум  (각시춤) — танець діви

### Ритуальний танець

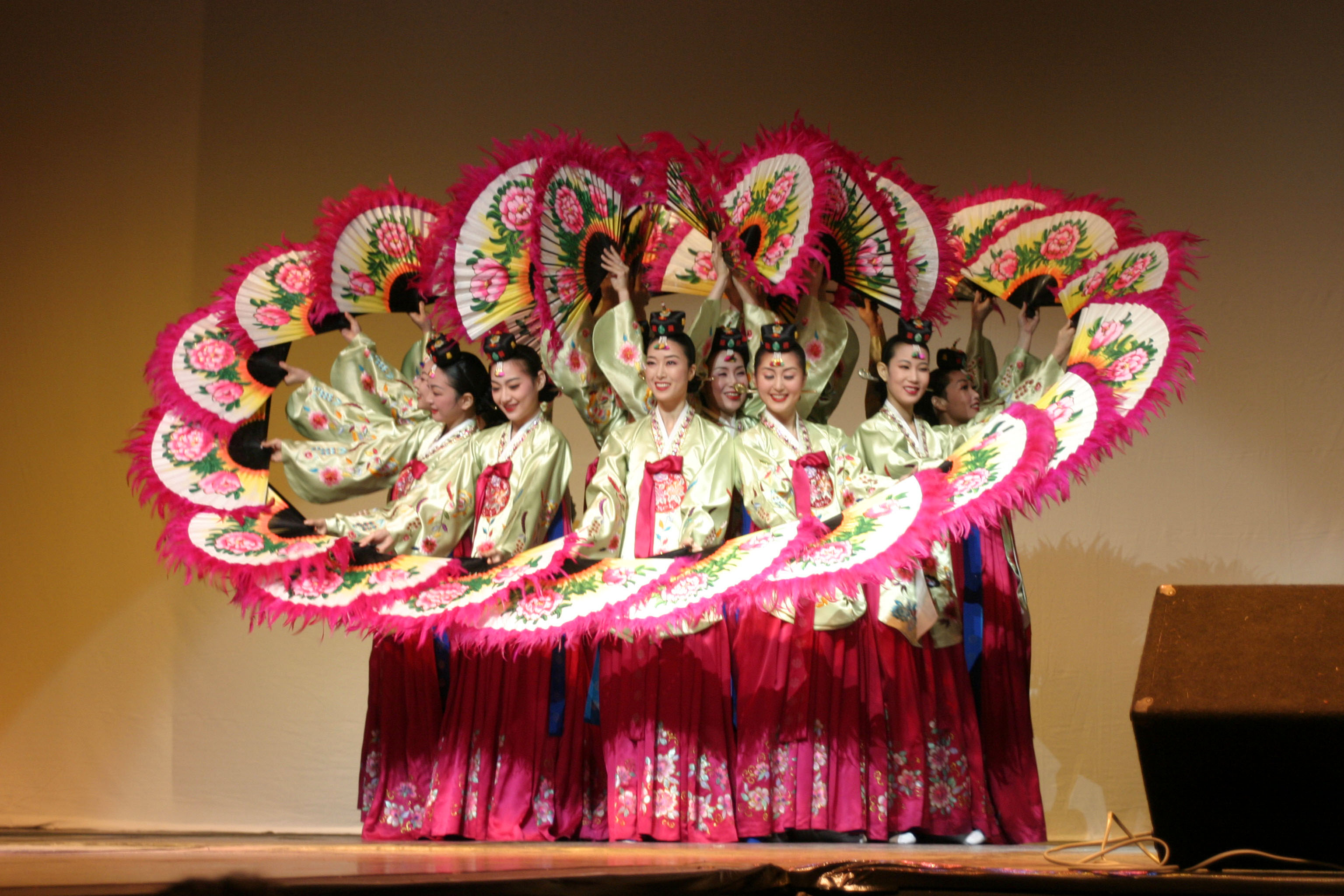
Танець з віялами

Ритуальним танцем в Кореї називається буддистський танець та корейські народні танці. 
- Ільму (일무) — лінійний танець
- Чакпоп (작법)
  - Попкочхум (법고춤) — барабанний танець Дхарми
  - Набічхум (나비춤) — танець метелика
  - Парачхум (바라춤) — танець з кімвалом
- Мусокчхум або муму (무속춤 або 무무) — танець мудана (корейського шамана)

### Новий традиційний танець
- Пучхечхум[en]  (부채춤) — танець з віялами, вперше представлений загалу в 1954 році[8].
- Хвангванму (화관무)— танець з вінком з квітів
- Чангучхум (장구춤) — танець з барабанами, схожими на пісочний годинник
- Самгому огому (삼고무 오고무) — танець з барабанами
- Великий барабаний ансамбль (북의 대합주), поставлений Кук Су Хо (국수호) в 1981, в нього входять усі види барабанів Кореї.

## Сучасний танець
- Хон Сін Джа[en]